# Brodric Thomas

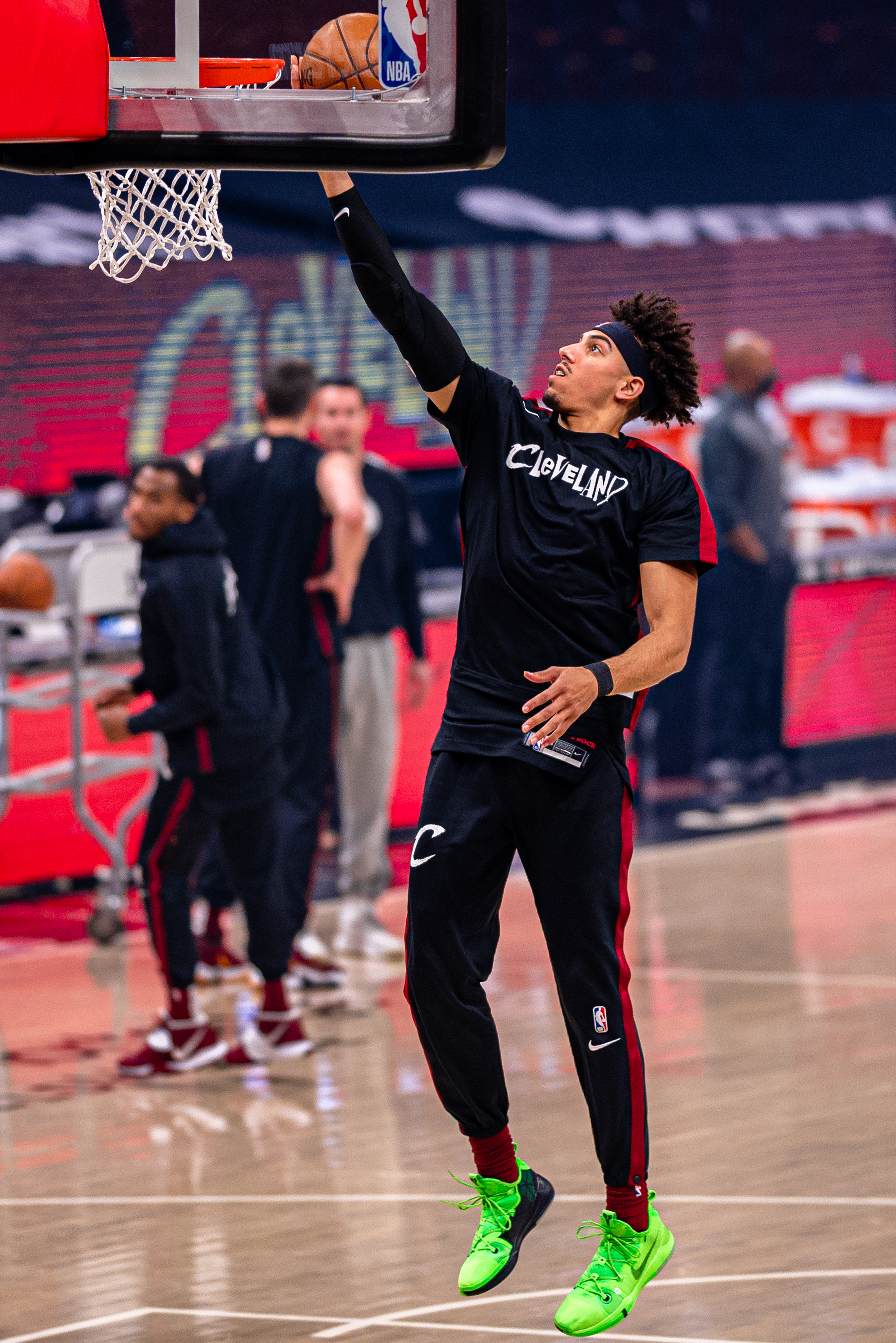
Brodric Thomas, 2021.

Brodric Thomas, född 28 januari 1997 i Bolingbrook i Illinois, är en amerikansk professionell basketspelare (PG/SG) som spelar för Sacramento Kings i National Basketball Association (NBA). Han har tidigare spelat i Houston Rockets, Cleveland Cavaliers och Boston Celtics.
Thomas blev aldrig NBA-draftad.
Innan han blev proffs studerade Thomas vid Truman State University och spelade för deras idrottsförening Truman Bulldogs.